# Симфония № 2 (Скрябин)
Симфония № 2 до минор, соч. 29 написана русским композитором Александром Скрябиным в 1901 году. Впервые исполнена в Санкт-Петербурге 12 января (по новому стилю — 25 января) 1902 года под управлением Анатолия Лядова, в Москве — 21 марта (по новому стилю — 3 апреля) 1903 года под управлением Василия Сафонова. Симфония выражает основную идею творчества композитора — идею противостояния человека злу, которое он преодолевает усилием воли. Вторая симфония в своей мелодике, гармонии и полифонии имеет много сходств с Первой, но во Второй симфонии эти параметры гораздо более резкие, что обусловлено остротой конфликта.

## История создания
Написана летом 1901 года в Москве, осенью того же года была инструментована. 9 (22) ноября партитура была получена издательством М. П. Беляева.
Композитор намеревался дирижировать на премьере симфонии сам, но Беляев отнёсся к этой идее неодобрительно:

Если у тебя такой зуд, чтобы непременно самому дирижировать, то почему ты не прибегнешь к указанному мною способу, то есть, чтобы Вас. Ил. дал тебе возможность несколько раз продирижировать хотя бы консерваторским оркестром? И вот, когда опыт покажет, что ты можешь хорошо дирижировать (что вряд ли удастся с двух или трёх раз), тогда к окончанию твоей Третьей симфонии мы поговорим об этом опять.
После получения письма Скрябин от идеи дирижирования отказался.
Работа над симфонией нашла отражение в воспоминаниях друзей композитора. Так, Э. К. Розенов писал:

В январе 1902 г. Скрябин играл мне 1-ю часть второй симфонии, особенно гордясь началом разработки, где соединены 6 мотивов, встречающихся в изложении. Я стал упрекать его в увлечении комбинационным творчеством под влиянием Рихарда Штрауса, которого он же перед тем раскритиковал. Но Скрябин, играя разные сочетания тем, утверждал, что все их можно услышать и что это не «комбинация», а прямое его намерение.
Другой товарищ Скрябина, Николай Семёнович Морозов, вспоминал:

Играл Скрябин у меня также и отрывки из своей Второй симфонии, над которой он тогда работал. Первую тему первого Allegro с чувством какого-то захватывающего беспокойства, — она имела для него какую-то особенную значительность. В одном месте экспозиции, помню, я заметил, что «здесь, кажется, коротко, — надо бы остановку сделать пошире (перед вступлением второй темы)»; он, разумеется, с этим не согласился; но через несколько дней, к моему удивлению, он заявил мне, что «я, теперь-то, наверное, должен быть доволен», что он расширил, как надо, указанное место. С наслаждением играл он медленную часть, причём особенно был доволен «щебетанием птиц» в конце её. Когда эта симфония была окончена и уже предполагалось её исполнение в симфоническом концерте, я попросил его сыграть у меня всю; ко мне собрались несколько товарищей-музыкантов. Сыграл он, как всегда, с увлечением (можно даже сказать, с азартом: одну клавишу рояля искалечил непоправимо); тем более что он чувствовал и осознавал, что ушёл далеко вперёд сравнительно с Первой симфонией.
Скрябин действительно осознавал значимость своего произведения, но через 10 лет сказал:

Мне нужно было тут дать свет… Свет и радость… Вместо света получилось какое-то принуждение…, парадность… Свет-то я уже потом нашёл

## Состав оркестра
3 Flauti (III=Piccolo), 2 Oboi, 3 Clarinetti (B,A), 2 Fagotti, 4 Corni (F), 3 Trombe (B), 3 Tromboni e Tuba, Timpani, Tam-tam, Piatti, Archi.

## Характеристика
Симфония написана в пяти частях общей протяжённостью около 45 минут.
I часть (Andante), написанная в сложно трактованной трёхчастной форме, является своеобразным введением ко всему симфоническому циклу, причём скорбная главная тема этой части, контрастирующая с просветлённой побочной, является лейттемой симфонии.
II часть (Allegro) написана в классической сонатной форме. Главная партия здесь несёт характер мужественно-героический, причём её мелодический и гармонический строй весьма нов для композитора. Побочная партия родственна второй теме первой части. Местами появляется тема вступления, утратившая свой трагический характер и принявшая героический.
III часть (Andante) является лирическим отступлением с изображением образов природы.
IV часть (Tempestoso), как и I часть, пронизана порывистым ритмом, усиливающим впечатление героизма. Вторая тема этой части имеет характер скорбно-лирический. Музыка IV части непосредственно переходит в начало финала.
V часть (Maestoso). Основная тема финала есть преобразованная в торжественный марш тема вступления. В эту часть также включаются в преображенном виде и другие темы из предыдущих частей (2-я тема первой и 1-я тема второй).

## Отзывы со стороны музыкантов и критиков
Симфония имела ярко выраженный новаторский характер, что создало почву для неприязни одних музыкантов и для восторгов других. Симфония была понята широкой аудиторией в 1910-х годах, то есть в то время, когда Скрябин уже был автором гораздо более смелых сочинений, по сравнению с которыми Вторая симфония казалась вполне классической.
Анатолий Лядов, первый дирижёр произведения, высоко ценивший талант автора, писал издателю М. П. Беляеву:

…Скрябин смело может подать руку Рихарду Штраусу. Господи, да куда же делась музыка? Со всех концов, со всех щелей лезут декаденты. Помогите, святые угодники!! Караул!! Я избит, избит, как Дон-Кихот пастухами. А ещё остаётся III часть, IV, V — помогите!!! После Скрябина — Вагнер превратился в грудного младенца со сладким лепетом. Кажется, сейчас с ума сойду. Куда бежать от такой музыки? Караул!
Композитор Антон Аренский, бывший учителем Скрябина, писал Сергею Танееву (тоже обучавшему автора Второй симфонии до минор) следующее:

 …по-моему, в афише была грубая ошибка: вместо слова «симфония» нужно было напечатать «какофония», потому что в этом, с позволения сказать, «сочинении» — консонансов, кажется, вовсе нет, а в течение 30—40 минут тишина нарушается нагромождёнными без всякого смысла диссонансами. Не понимаю, как Лядов решился дирижировать таким вздором. Я пошёл послушать, только чтобы посмеяться, Глазунов вовсе не пошёл в концерт, а Римский-Корсаков, которого я нарочно спрашивал, говорил, что он не понимает, как можно до такой степени обесценивать консонанс, как это делает Скрябин 